# Eparchie vorkutská
Eparchie vorkutská je eparchie ruské pravoslavné církve nacházející se v Rusku.

## Území a titul biskupa
Zahrnuje správní hranice území Vorkutského, Vuktylského, Intackého a Usinského městského okruhu, také Ižemského, Pečorského a Usť-Cilemského rajónu Komijské republiky.
Eparchiálnímu biskupovi náleží titul biskup vorkutský a usinský.

## Historie
Eparchie byla zřízena rozhodnutím Svatého synodu dne 16. dubna 2016 oddělením území ze syktyvkarské eparchie.
Pro účely eparchie byl postaven nový katedrální chrám.

## Seznam biskupů
- 2016–2017 Ioann (Ruděnko)
- od 2018 Mark (Davletov)